# Уша-Мала
Уша-Мала (пол. Usza Mała) — село в Польщі, у гміні Клюково Високомазовецького повіту Підляського воєводства.
Населення — 59 осіб (2011).

## Демографія
Демографічна структура станом на 31 березня 2011 року:
|          | Загалом | Допрацездатний вік | Працездатний вік | Постпрацездатний вік |
| -------- | ------- | ------------------ | ---------------- | -------------------- |
| Чоловіки | 31      | 9                  | 17               | 5                    |
| Жінки    | 28      | 10                 | 12               | 6                    |
| Разом    | 59      | 19                 | 29               | 11                   |